# Cyclaspis cristulata
Cyclaspis cristulata är en kräftdjursart som beskrevs av Gamo 1987. Cyclaspis cristulata ingår i släktet Cyclaspis och familjen Bodotriidae. Inga underarter finns listade i Catalogue of Life.